# Liste des épisodes de Chicago Fire

Cet article présente la liste des épisodes de la série télévisée américaine Chicago Fire.

## Épisodes
| Saison | Saison | Épisodes | Diffusion originale sur NBC | Diffusion originale sur NBC | Diffusion originale sur NBC |
| Saison | Saison | Épisodes | Année                       | Début de saison             | Fin de saison               |
| ------ | ------ | -------- | --------------------------- | --------------------------- | --------------------------- |
|        | 1      | 24       | 2012-2013                   | 10 octobre 2012             | 23 mai 2013                 |
|        | 2      | 22       | 2013-2014                   | 24 septembre 2013           | 13 mai 2014                 |
|        | 3      | 23       | 2014-2015                   | 23 septembre 2014           | 12 mai 2015                 |
|        | 4      | 23       | 2015-2016                   | 13 octobre 2015             | 17 mai 2016                 |
|        | 5      | 22       | 2016-2017                   | 11 octobre 2016             | 16 mai 2017                 |
|        | 6      | 23       | 2017-2018                   | 28 septembre 2017           | 11 mai 2018                 |
|        | 7      | 22       | 2018-2019                   | 26 septembre 2018           | 22 mai 2019                 |
|        | 8      | 20       | 2019-2020                   | 25 septembre 2019           | 15 avril 2020               |
|        | 9      | 16       | 2020-2021                   | 11 novembre 2020            | 26 mai 2021                 |
|        | 10     | 22       | 2021-2022                   | 22 septembre 2021           | 25 mai 2022                 |
|        | 11     | 22       | 2022-2023                   | 21 septembre 2022           | 24 mai 2023                 |
|        | 12     | 13       | 2024                        | 17 janvier 2024             | 22 mai 2024                 |
|        | 13     | 22       | 2024-2025                   | 25 septembre 2024           | 21 mai 2025                 |

### Première saison (2012-2013)
1. Les Soldats du feu (Pilot)
2. La Vie est trop courte (Mon Amour)
3. Un honneur sans faille (Professional Courtesy)
4. Une seule petite minute (One Minute)
5. Harcèlement (Hanging On)
6. Une page se tourne (Rear View Mirror)
7. Deux familles (Two Families)
8. Mises à l'épreuve (Leaving the Station)
9. Ce n'est pas tous les jours facile (It Ain't Easy)
10. Ironie du sort (Merry Christmas, Etc.)
11. Ainsi soient-ils (God Has Spoken)
12. Les Bons et les mauvais choix (Under the Knife)
13. Le Sens du devoir (Warm and Dead)
14. Le Bar d'Hermann (A Little Taste)
15. Chacun sa part (Nazdarovya!)
16. Ultimatum (Viral)
17. Entre deux feux (Fireworks)
18. Petit arrangement avec la vérité (Better to Lie)
19. Hommages (A Coffin That Small)
20. L'Honneur de l'homme (Ambition)
21. Promotions (Retaliation Hit)
22. Le Choix des actes (Leaders Lead)
23. Adieu, Hallie (Let Her Go)
→ backdoor pilot pour la nouvelle série dérivée Chicago P.D.
24. La Vie et rien d'autre (A Hell of a Ride)

### Deuxième saison (2013-2014)
Le 26 avril 2013, NBC a officiellement renouvelé la série pour une deuxième saison composée de 22 épisodes, qui a été diffusée les mardis à 22 h du 24 septembre 2013 au 13 mai 2014.
1. Hautes tensions (A Problem House)
2. L'ombre d'un doute (Prove It)
3. Incendies volontaires (Defcon 1)
4. Le Traître (A Nuisance Call)
5. Nouvelle donne (A Power Move)
6. Seuls au monde (Joyriding)
7. Jamais de regrets (No Regrets)
8. Donnant-donnant (Rhymes With Shout)
9. L'Infiltré (You Will Hurt Him)
10. Sauvons le 51 ! (Not Like This)
11. Confiance à toute épreuve (Shoved In My Face)
12. Cas de conscience (Out With a Bang)
13. La nuit de tous les dangers (Tonight's the Night)
14. Adversités (Virgin Skin)
15. Fais ton boulot et tais-toi ! (Keep Your Mouth Shut)
16. Les choix d'un père (A Rocket Blasting Off)
17. Le courage d'avancer (When Things Got Rough)
18. Remise en question (Until Your Feet Leave the Ground)
19. Un lourd fardeau (A Heavy Weight)
20. Journée noire (A Dark Day)
→ Début d'un crossover conclu avec l'épisode L'Attaque de Chicago (saison 1, épisode 12) de la série télévisée Chicago P.D.
21. Le Jour J (One More Shot)
22. Pas de répit pour les braves (Real Never Waits)

### Troisième saison (2014-2015)
Le 19 mars 2014, NBC a officiellement renouvelé la série pour une troisième saison qui a été diffusée du 23 septembre 2014 au 12 mai 2015.
1. Pour toujours (Always)
2. La vie continue (Wow Me)
3. Contente-toi de conduire (Just Drive the Truck)
4. Baptême de feu (Apologies Are Dangerous)
5. Conflits internes (The Nuclear Option)
6. Faites vos jeux (Madmen And Fools)
7. Les Jeunes Mariés (Nobody Touches Anything)
→ Début d'un crossover suivi avec l'épisode Chicago, New York, 1re partie de la série télévisée New York, unité spéciale et conclu avec l'épisode Chicago, New York, 2ème partie de la série télévisée Chicago P.D.
8. In extremis (Chopper)
9. Le Respect des ordres (Arrest in Transit)
10. En roue libre (Santa Bites)
11. Laisse-le mourir (Let Him Die)
12. Un prédateur en embuscade (Ambush Predator)
13. En l'honneur de Shay (Three Bells)
→ Début d'un crossover conclu avec l'épisode Le Complexe du Phoenix de la série télévisée Chicago P.D.
14. Zone refuge (Call It Paradise)
15. Le Fruit défendu (Headlong Toward Disaster)
16. Le Mensonge de trop (Reg Rag The Bull)
17. Une deuxième chance (Forgive You Anything)
18. La Rémission des pêchés (Forgiving, Relentless, Undonditonal)
19. Carnage aux urgences (I Am the Apocalypse)
→ backdoor pilot pour la nouvelle série dérivée Chicago Med
20. Tu sais où me trouver (You Know Where to Find Me)
21. La Petite nouvelle (We Called Her Jellybean)
→ Début d'un crossover poursuivi avec l'épisode De New York à Chicago, 1re partie (saison 2, épisode 20) de la série télévisée Chicago P.D. et conclu avec l'épisode De Chicago à New York, 2ème partie de la série télévisée New York, unité spéciale
22. La Taupe (Category 5)
23. Désunion (Spartacus)

### Quatrième saison (2015-2016)
Le 5 février 2015, la série est renouvelée pour une quatrième saison, diffusée depuis le 13 octobre 2015.
1. Sur la sellette (Let It Burn)
2. Enquête pour négligence (A Taste of Panama City)
3. Passer à autre chose (I Walk Away)
4. Ton tour viendra (Your Day Is Coming)
5. Les Liens sacrés du mariage (Regarding This Wedding)
6. Le Concert du siècle (2112)
7. Coup monté (Sharp Elbows)
8. Quand les tortues auront des ailes (When Tortoises Fly)
9. La Remarque de trop (Short and Fat)
10. L'Âme du 51 (The Beating Heart)
→ Début d'un crossover poursuivi avec l'épisode Erreur de Diagnostic (saison 1, épisode 5) de la série télévisée Chicago Med et conclu avec l'épisode Serment d'hypocrite (saison 3, épisode 10) de la série télévisée Chicago P.D.
11. Avis de tornade (The Path of Destruction)
12. Tout le monde ne s'en sort pas (Not Everyone Makes it)
13. Alertes attentats (The Sky is Falling)
14. Stratégies de combat (All Hard Parts)
15. Bienvenue en politique (Bad for the Soul)
16. Mouch enterre sa vie de garçon (Two T's)
17. La Vérité sur Courtney Harris (What Happened to Courtney)
18. Sur le sentier de la guerre (On the Warpath)
19. Héros du quotidien (I Will Be Walking)
20. Une journée dans la vie d'un héros (The Last One for Mom)
21. Louie (Kind of a Crazy Idea)
22. Une minute de trop (Where the Collapse Started)
23. Le Plus Grand Sacrifice (Superhero)

### Cinquième saison (2016-2017)
Le 10 novembre 2015, NBC a renouvelé la série pour une cinquième saison, diffusée à partir du 11 octobre 2016.
1. Roman de pompiers (The Hose or the Animal)
2. À la petite cuillère (A Real Wake-Up Call)
3. Coup de semonce (Scorched Earth)
4. Personne d'autre ne mourra ce soir (Nobody Else Is Dying Today)
5. J'ai tenu sa main (I Held Her Hand)
6. Ce jour-là (That Day)
7. Être là l'un pour l'autre (Lift Each Other)
8. Les 100 ans du Molly's (One Hundred)
9. Vieux démons (Some Make It, Some Don't)
→ Début d'un crossover conclu avec l'épisode Fuite en avant (saison 4, épisode 9) de la série télévisée Chicago P.D.
10. Les Rencontres (The People We Meet)
11. Qui vit, qui meurt ? (Who Lives and Who Dies)
12. Les Pions du système (An Agent of the Machine)
13. Calomnie (Trading in Scuttlebutt)
14. Le Purgatoire (Purgatory)
15. Piège mortel (Deathtrap)
→ Début d'un crossover poursuivi avec l'épisode Un deuil impossible (saison 4, épisode 16) de la série télévisée Chicago P.D. et conclu avec l'épisode Incendie criminel (saison 1, épisode 1) de la série télévisée Chicago Justice
16. Prise d'otage (Telling Her Goodbye)
17. Le Syndrome du héros (Babies and Fools)
18. Le Poids des mots (Take a Knee)
19. Perpétuer leur œuvre (Carry Their Legacy)
20. Emporte-moi (Carry Me)
21. Soixante jours (Sixty Days)
22. Dos au mur (My Miracle)

### Sixième saison (2017-2018)
Le 10 mai 2017, NBC renouvelle la série pour une sixième saison, diffusée depuis le 28 septembre 2017.
1. Retour à la vie (It Wasn't Enough)
2. Mise à feu par contact (Ignite on Contact)
3. Tel est pris qui croyait prendre (An Even Bigger Surprise)
4. En vase clos (A Breaking Point)
5. Pacte avec le diable (Devil's Bargain)
6. La Mutation (Down is Better)
7. L'héritage d'une vie (A Man's Legacy)
8. La Vie en coloc (The Whole Point of Being Roommates)
9. À la recherche de Bria (Foul is Fair)
10. Frapigan (Slamigan)
11. La Loi de la jungle (Law of the Jungle)
12. Les Bons Conseils (The F is For)
13. La Traque (Hiding Not Seeking)
→ Conclusion d'un crossover commencé avec l'épisode Viral (saison 5, épisode 16) de la série télévisée Chicago P.D.
14. Violence domestique (Looking for a Lifeline)
15. Une chance de pardon (The Chance to Forgive)
16. Ceux qui comptent (The One that Matters the Most)
17. L'Escroquerie (Put White on Me)
18. Le Fédéraux (When They See Us Coming)
19. Là où tu es… (Where I Want to Be)
20. Compétition (The Strongest Among Us)
21. Les Rivaux (The Unrivaled Standard)
22. Combats de chefs (One for the Ages)
23. Fin de campagne (The Grand Gesture)

### Septième saison (2018-2019)
Le 9 mai 2018, la série est renouvelée pour une septième saison, diffusée depuis le 26 septembre 2018.
1. Loin des yeux (A Closer Eye)
2. Entrée en guerre (Going to War)
→ Début d'un crossover poursuivi avec l'épisode Syndrome post-traumatique (saison 4, épisode 2) de la série télévisée Chicago Med et conclu avec l'épisode Un secret dans les cendres (saison 6, épisode 2) de la série télévisée Chicago P.D.
3. Trente pour cent d'illusion (Thirty Percent Sleight of Hand)
4. Ce n'est pas de la charité (This Isn't Charity)
5. Un mélange volatile (A Volatile Mixture)
6. Un pompier d'exception (All the Proof)
7. Le Premier Jour de ta nouvelle vie (What Will Define You)
8. La Solution à tous les problèmes (The Solution to Everything)
9. Un duo dynamique (Always a Catch)
10. Entre ces murs (Inside These Walls)
11. À toi de choisir (You Choose)
12. La Quête de vérité (Make This Right)
13. Le Bain polaire (The Plunge)
14. Rester soudés (It Wasn't About Hockey)
15. Ce que j'ai vu (What I Saw)
→ Début d'un crossover conclu avec l'épisode Mauvais choix mais bonnes raisons (saison 6, épisode 15) de la série télévisée Chicago P.D.
16. Au bout du canon (Fault in Him)
17. Déplacer un mur (Move a Wall)
18. La malchance, ça n'existe pas (No Such Thing as Bad Luck)
19. Orage sur le 51 (Until the Weather Breaks)
20. Faire tout son possible (Try Like Hell)
21. Déterrer le passé (The White Whale)
22. Je ne te laisserai pas tomber (I'm Not Leaving You)

### Huitième saison (2019-2020)
Le 26 février 2019, la série est renouvelée pour une huitième saison, diffusée depuis le 25 septembre 2019.
1. Un lieu sacré (Sacred Ground)
2. Le Casse-cou (A Real Shot in the Arm)
3. La Zone (Badlands)
4. Infection (Infection: Part I)
→ Début d'un crossover poursuivi avec l'épisode Épidémie (saison 5, épisode 4) de la série télévisée Chicago Med et conclu avec l'épisode La fin justifie les moyens (saison 7, épisode 4) de la série télévisée Chicago P.D.
5. Attachez vos ceintures (Buckle Up)
6. Entre femmes (What Went Wrong)
7. Bienvenue chez les fous (Welcome to Crazytown)
8. Voir, c'est croire (Seeing is Believing)
9. Le Pouvoir de l'amitié (Best Friend Magic)
10. Rester sur ses positions (Hold Our Ground)
11. Mésentente cordiale (Where We End Up)
12. Les Fausses alertes (Then Nick Porter Happened)
13. Bienvenue à Chicago (A Chicago Welcome)
14. Coup de pression (Shut it Down)
15. Cavalier seul (Off the Grid)
→ Début d'un crossover conclu avec l'épisode À la recherche d'un dealer (saison 7, épisode 15) de la série télévisée Chicago P.D.
16. Décès par noyade intentionnelle (The Tendency of a Drowning Victim)
17. Protéger un enfant (Protect a Child)
18. Une image du passé (I'll Cover You)
19. Des valeurs communes (Light Things Up)
20. La Souffrance de nos proches (51's Original Bell)

### Neuvième saison (2020-2021)
Le 27 février 2020, NBC renouvelle la série pour trois saisons supplémentaires. Cette neuvième saison a été diffusée du 11 novembre 2020 au 26 mai 2021.
1. La Chasse au trésor (Rattle Second City)
2. Avoir ce qu'il faut (That Kind of Heat)
3. Fracas thérapie (Smash Therapy)
4. La guerre des beignets (Funny What Things Remind Us)
5. Mon jour de chance (My Lucky Day)
6. Faire tout sauter (Blow This Up Somehow)
7. Les sans-abris (Dead of Winter)
8. Issue de secours (Escape Route)
9. De surprise en surprise (Double Red)
10. La remplaçante (One Crazy Shift)
11. Encore une chance (A Couple Hundred Degrees)
12. Pompier dans le sang (Natural Born Firefighter)
13. Au bout du fil (Don't Hang Up)
14. Qu'est ce qu'on fera ensuite ? (What Comes Next)
15. Une peur bleue (A White-Knuckle Panic)
16. Des gens bien (No Survivors)

### Dixième saison (2021-2022)
La dixième saison a été diffusée du 22 septembre 2021 au 25 mai 2022 sur NBC.
1. Sous l'eau (Mayday)
2. Une tête doit tomber (Head Count)
3. Compte tes respirations (Counting Your Breaths)
4. Le Bon choix (The Right Thing)
5. De grands changements (Two Hundred)
6. Cyberattaque (Dead Zone)
7. De qui aurais-je peur ? (Whom Shall I Fear?)
8. Ce qui s'est passé à Whiskey Point ? (What Happened at Whiskey Point?)
9. L'Esprit de Noël (Winterfest)
10. Un grand « Bang » (Back with a Bang)
11. Le Brouillard de guerre (Fog of War)
12. Démonstration de force (Show of Force)
13. Combustion spontanée (Fire Cop)
14. L'Échelle 72 (An Officer with Grit)
15. Une quête incertaine (The Missing Piece)
16. Vite et à haute température (Hot and Fast)
17. En sécurité (Keep You Safe)
18. Sang froid (What's Inside You)
19. Aller au bout (Finish What You Started)
20. En route pour la vie (Halfway to the Moon)
21. Chantage (Last Chance)
22. La Magnifique ville de Chicago (The Magnificent City of Chicago)

### Onzième saison (2022-2023)
La onzième saison a été diffusée du 21 septembre 2022 au 24 mai 2023 sur NBC.
En France, elle est diffusée depuis le 4 septembre 2023 sur 13ème Rue.
1. Tenir bon (Hold on Tight)
2. Chaque cicatrice a une histoire (Every Scar Tells a Story)
3. Priorité à l'ancienneté (Completely Shattered)
4. Le Centre de l'univers (The Center of the Universe)
5. Maison hantée (Haunted House)
6. La Clé du mystère (All-Out Mystery)
7. Trouver un bouc émissaire (Angry Is Easier)
8. Une vie magnifique (A Beautiful Life)
9. Une vieille ennemie (Nemesis)
10. Cicatrices invisibles (Something for the Pain)
11. Suspicions (A Guy I Used to Know)
12. Comment ça finit ? (How Does It End?)
13. Le Frère (The Man of the Moment)
14. Une histoire de confiance (Run Like Hell)
15. Héroïsme ordinaire (Damage Control)
16. Un lourd fardeau (Acting Up)
17. Le Premier symptôme (The First Symptom)
18. Le danger est partout (Danger Is All Around)
19. Quand la magie opère (Take a Shot at the King)
20. Irréprochable (Never, Ever Make a Mistake)
21. Changement de plan (Change of Plans)
22. Une grande douleur (Red Waterfall)

### Douzième saison (2024)
Elle a été diffusée du 17 janvier 2024 au 22 mai 2024 sur NBC.
En France, elle a été diffusée pour la première fois du 2 septembre 2024 au 7 octobre 2024 sur 13ème Rue.
En Belgique, la saison a été diffusée du 25 octobre 2024 au 29 novembre 2024 sur RTL tvi.
1. La Fin d’un cycle (Barely Gone)
2. Appelez-moi McHolland (Call Me McHolland)
3. L’Enlèvement (Trapped)
4. Les Petites choses (The Little Things)
5. En connaissance de cause (On the Hook)
6. Un phare dans la tempête (Port in the Storm)
7. Mauvais signal (Red Flag)
8. Quand le passé nous rattrape (All the Dark)
9. Un petit quelque chose (Something About Her)
10. L'imposteur (The Wrong Guy)
11. Un traître au 51 ? (Inside Man)
12. Le record du monde (Under Pressure)
13. Adieux impossibles (Never Say Goodbye)

### Treizième saison (2024-2025)
Elle est prévue pour l'automne 2024.
1. A Monster in the Field
2. Ride the Blade
3. All Kinds of Crazy
4. Through the Skin
5. Down the Rabbit Hole
6. Birds of Prey
7. Untouchable
8. Quickstand
9. A Favor
10. Chaos Theory
11. In the Trenches: Part I
12. Relief Cut
13. Born of Fire
14. Bar Time
15. Too Close
16. In the Rubble
17. A Beast Like This
18. Post-Mortem
19. Permanent Damage
20. Cut Me Open
21. The Bad Guy
22. Up and Walking